# Alice Schwarz-Gardos
Alice Schwarz-Gardos (geboren als Alice Schwarz 31. August 1916 in Wien, Österreich-Ungarn; gestorben 14. August 2007 in Tel Aviv) war eine israelische Journalistin und Buchautorin.

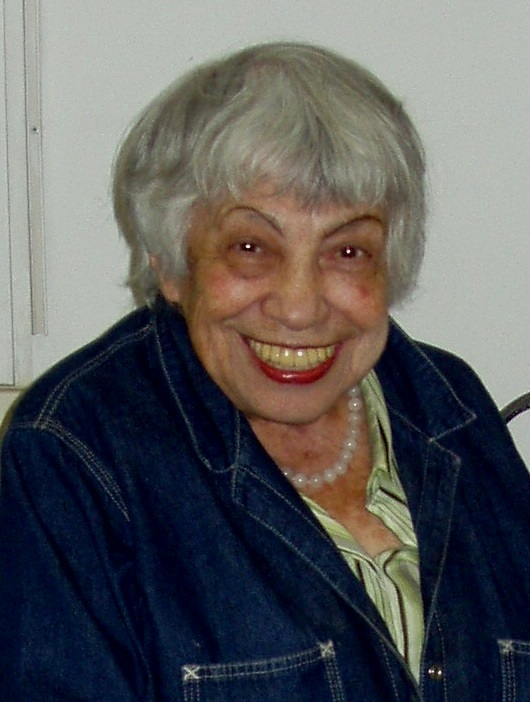
Alice Schwarz-Gardos in der Redaktion der Tageszeitung „Israel-Nachrichten“, 2006

## Leben

### Herkunft und Jugend
Alice Schwarz war eine Tochter des Bankiers Emanuel Schwarz und der Margarete Freistadt. Der Vater stammte aus Neutra und kam als kleiner Junge nach Wien. Ihre Mutter stammte aus einer weitverzweigten Familie, zu deren Abkömmlingen u. a. Heinrich Heine und Karl Marx gehörten. Ein Urahn dieser Familie, Simon Michel (1656–1719) aus Preßburg (Bratislava), deshalb auch Simon Michael Preßburg genannt, war kaiserlicher „Münzjude“ und Hoffaktor bei Kaiser Leopold I. und Joseph I. Ein Cousin von Alice Schwarz-Gardos war der österreichische Schriftsteller und Journalist Bruno Frei.
Ende der 1920er Jahre zog Schwarz mit ihrer Familie von Wien nach Bratislava, wo die mütterlichen Großeltern lebten. Sie besuchte dort die deutsche Volksschule und das traditionsreiche Deutsche Gymnasium. Die begabte Schülerin nahm nach der Matura ein Medizinstudium an der Comenius-Universität auf. Nach vier Semester musste sie es, bedingt durch die für Juden immer bedrohlicheren Umstände im Slowakischen Staat, abbrechen.

### Die Flucht nach Palästina und die Anfänge der journalistischen Karriere
Ende 1939 begann für sie und ihre Eltern eine abenteuerreiche und lebensgefährliche Flucht. 1940 kam Schwarz nach einer viermonatigen Reise quer durch das südliche Europa und über das Mittelmeer in Palästina an, als eine von 2.000 „illegalen“ Passagieren auf dem Dampfer Sacharia. Von 1940 bis 1942 arbeitete sie in verschiedenen Berufen. Einen sozialen Aufstieg bedeutete die Beschäftigung als Sekretärin bei der Royal Navy (1942–1949). 1949 besuchte sie erstmals wieder Europa. Sie war von ihrem aus dem mexikanischen Exil heimgekehrten Cousin Bruno Frei nach Wien eingeladen worden und verbrachte dort drei Monate als „eine Art Pressereferent bei der Jewish Agency“. Damit begann ihre Karriere als Journalistin. Sie heiratete 1964 in dritter Ehe den aus der Slowakei geflüchteten ungarischen Musiker Eli Gardos (1918–1980).

### Reporterin und Chefredakteurin derIsrael Nachrichten
Seit Herbst 1949 schrieb Alice Schwarz für die deutschsprachige Tageszeitung Yedioth Hayom in Tel Aviv und berichtete 1960/61 vom Eichmann-Prozess.
1962 wechselte sie zur zweiten großen deutschen Tageszeitung, den Israel-Nachrichten. Schwarz war zunächst als Reporterin in der Haifaer Lokalredaktion eingesetzt. Sie betätigte sich in allen journalistischen Sparten: Sie schrieb Glossen, Kommentare, lieferte Nachrichten, Geschichten und Reportagen, umfangreiche politische Analysen, Porträts bedeutender Israelis deutscher Sprache, Serien von Gerichtsberichten und führte zahlreiche Interviews.
Von 1975 bis zu ihrem Tod war sie Chefredakteurin der Israel Nachrichten und damit über lange Zeit die älteste amtierende Chefredakteurin weltweit. In ihrer über fünfzigjährigen beruflichen Laufbahn verfasste sie mehr als 5.000 Artikel.
Sie schrieb zudem gelegentlich für andere israelische Zeitungen wie Maariw und war Korrespondentin für mehrere europäische Zeitungen und Zeitschriften, u. a. den Tagesspiegel, und für das in Buenos Aires erscheinende Argentinische Tageblatt. Sie war Mitglied des Verbandes deutschsprachiger Schriftsteller in Israel (VdSI) von 1993 bis zu dessen Auflösung im März 2005.
Alice Schwarz-Gardos verstarb am 14. August 2007 in Tel Aviv. Ihren Nachlass vermachte sie dem Weizmann-Institut für Wissenschaften in Rechovot. Das Institut für molekulare Zellbiologie verwendet diese Mittel zur Forschungen am Chromosomensatz von Melanomen.

## Bücher

### Als Autorin
- Novellen, 1947
- Schiffe ohne Anker, 1960 (Roman)
- Abrechnung, 1962 (Roman)
- Versuchung in Nazareth, 1963 (Roman)
- Joel und Jael, 1963 (Jugendbuch)
- Entscheidung im Jordantal, 1965
- Frauen in Israel. Die Emanzipation hat viele Gesichter. Ein Bericht in Lebensläufen. Herder, Freiburg im Breisgau 1979, ISBN 3-451-07742-6.
- Paradies mit Schönheitsfehlern: So lebt man in Israel. Herder, Freiburg im Breisgau 1982, ISBN 3-451-07944-5.
- Von Wien nach Tel Aviv: Lebensweg einer Journalistin. Verlag Bleicher, Gerlingen 1992, ISBN 3-88350-717-2.
- gemeinsam mit Erhard R. Wiehn: Zeitzeugnisse aus Israel: Gesammelte Beiträge der Chefredakteurin der „Israel Nachrichten“. Verlag Hartung-Gorre, Konstanz 2006, ISBN 3-86628-096-3.
- gemeinsam mit Erhard R. Wiehn: Weitere Zeitzeugnisse aus Israel: Gesammelte Beiträge der Chefredakteurin der „Israel Nachrichten“. Verlag Hartung-Gorre, Konstanz 2007, ISBN 3-86628-134-X.

### Als Herausgeberin
- Hügel des Frühlings: Deutschsprachige Autoren Israels erzählen. Verlag Herder, Freiburg im Breisgau, Basel, Wien 1985, ISBN 3-451-20305-7.
- Heimat ist anderswo: Deutsche Schriftsteller in Israel. Erzählungen und Gedichte. Verlag Herder, Freiburg im Breisgau, Basel, Wien 1985, ISBN 3-451-08064-8.

## Auszeichnungen
- 1963: Verdienstorden der Bundesrepublik Deutschland
- 1982: Verleihung des Verdienstkreuzes 1. Klasse des Verdienstordens der Bundesrepublik Deutschland
- 1993: Verleihung des Österreichischen Ehrenkreuzes für Wissenschaft und Kunst I. Klasse
- 1995: Verleihung des Großen Verdienstkreuzes des Verdienstordens der Bundesrepublik Deutschland